# NX-LISP
NX-LISP は日本電気(NEC)によるCommon Lispの実装である。
主なプラットフォームはMIPSアーキテクチャ時代のEWS4800であるが、ACOS-6メインフレーム版や、PC-UX版も用意されていた。
大学の計算機センターに納入されたEWS4800で稼動するLISPの処理系として計算機センターの目録に記載されていることが散見され、計算機に付属のCommon Lisp処理系として利用されていたことが窺える。

## 特徴
- ANSI規格の中間報告書であるCLtL2準拠
- MOP(R88-003 Draft 10)までをサポート
- 各種高速化手法の適用により、CLOSの事実上の参照実装であったPortable CommonLoopsに比して20%程度の高速化を実現[5]

## 言語仕様
- ANSI規格の中間報告書であるCLtL2準拠[6]
- MOP(X3J13 Document R88-003 Draft 10)までをサポート[5]

## 動作プラットフォーム
- ACOS-6/NVX
- EWS4800シリーズ、UP4800シリーズ
- PC-UX/PC-9801

## 主な応用
- EXCORE/CL (エキスパートシステム構築ツール)

## 製品リリース年表
- 1991 NX-LISP Revision 3.0